# 農神節慶
農神節慶（日语：サートゥルナーリア），是日本純種競賽馬匹。生涯活躍於中距離賽事，曾於2018年勝出希望錦標及於2019年勝出皋月賞。

## 出賽前
2016年3月21日出生於北海道安平町北部牧場，成長途中於一口馬主俱樂部Carrot Farm Co. Ltd.進行馬主募集。
其後交由栗東訓練中心練馬師角居勝彥訓練。

## 競賽生涯

### 2歲
2018年6月10日出戰京都競馬場2歲新馬戰，由半兄醋丈夫之主戰騎師杜滿萊策騎。比賽開始後，其因爲順利的出閘成功進佔有利位置，進入直路後一瞬間有馬群之間的空隙衝出，最終爆發速度下成功以1 1/4馬位優勢取得首勝。
其後由於練馬師角居勝彥因酒駕被停止練馬師職務，因而於7月6被轉移至同屬栗東訓練中心的中竹和也馬房。
其後陣營原定安排其出戰札幌兩歲錦標，但由於訓練途中左前腳球節出現疲勞以避戰，於短暫休養後轉戰公開賽荻錦標。比賽開始後，其保持於先頭位置，進入直路後隨即於內欄衝出，最終一直保持優勢下拋離後方1 3/4馬位獲勝。
12月28日出戰希望錦標，由於在賽前的斜路訓練表現良好，當日以1.8倍獨贏賠率獲得第一人氣。比賽開始後，其再次採取先行戰術於第二位置推進，雖然於第四彎道被馬群包圍於內欄位置，但其迅速地由空隙突破衝出。直路終端，其不斷加速衝刺下，成功以1 1/2馬位壓過第二的唯有讚譽取得首個分級賽冠軍。

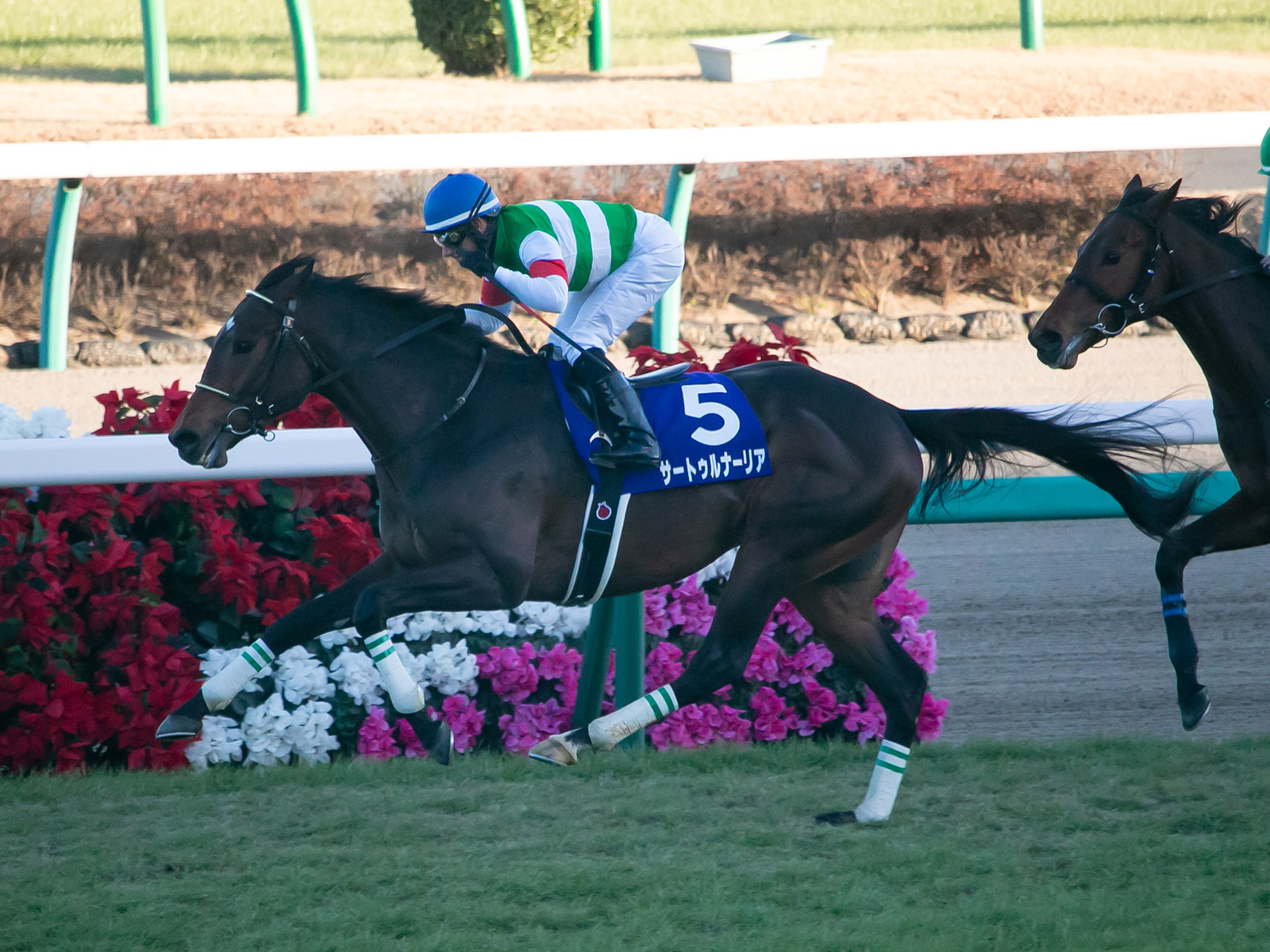
出戰希望錦標的農神節慶

### 3歲
2019年1月重新返回角居之馬房訓練。
由於陣營認爲其有中山競馬場2000米賽事的經驗，因而決定於不出戰任何前哨戰的情況下直走皋月賞。由於主戰騎師杜滿萊選擇策騎朝日盃未來錦標冠軍頌讚火星，因而改由李慕華策騎。比賽開始後，其選擇中團戰術於第六左右的位置逐步推進。進入直路後，其抽出外檔進行加速，最終成功以頭位優勢壓過處於前方的好快手及於內欄衝刺的野田賢君奪冠，亦爲李慕華帶來首個皋月賞優勝。
5月26日出戰東京優駿（日本打吡），由於預定的騎師李慕華於此前的NHK一哩賽策騎放聲歡呼時因外閃斜行被罰停賽，因而由來日客串的連達文代打策騎。比賽開始後，由於其出現漏閘而需要於第十一左右的較後位置追走。進入直路後其抽出大外檔加速，雖然爆發出全場最快的後600米34.1秒末腳，但仍然未能追上前方的名父巴魯及野田賢君，其後更被好快手超越，最終以第四完賽。
放草過後於9月22日出戰神戶新聞盃，對於前1000米較慢的步速，其選擇保持於第二的位置跟隨領放馬Sifflement推進，進入直路後處於先頭位置下開始加速，最終拋離第二的好快手3馬位獲勝。
雖然勝出神戶新聞盃獲得菊花賞優先出賽權，但考慮到其父系血統上的距離適性後，陣營決定安排其轉戰秋季天皇賞和一衆年長馬匹決戰。由於此時賽事主戰騎師李慕華決定策騎另一匹由其主戰的賽駒杏目，因而改由時隔5年再度來日客串的蘇銘倫策騎。然而本次比賽農神節慶於入閘前經已表現出些微焦躁，雖然比賽途中成功冷靜並保持節奏，但進入直路後仍然未能發揮自身的加速力，最終以第六落敗。
12月22日而馬迷投票第四名出戰有馬紀念，由於李慕華繼續選擇策騎杏目，因而再次夥拍蘇銘倫。比賽開始後，其處於中團位置追走等待時機，通過第四彎道後開始逐步抽出外檔準備加速。進入直路後，其隨即開始衝刺並於中段超越前方的氣自豪及杏目取得領先，然而此時後方的雍容白荷突然由大外檔殺出，農神節慶無法抵擋之下被對手拉開5馬位落敗。
年末，由於其勝出皋月賞及於有馬紀念獲得第二，於評選中獲得124票，以17票的細微之查擊敗獲得NHK一哩賽及香港一哩錦標的頌讚火星當選最佳3歲雄馬。

### 4歲
2020年年初，陣營宣佈春季將以大阪盃及遠征香港出戰女皇盃作爲最大目標，因而其於3月15日出戰金鯱賞作爲熱身。比賽開始後，其保持穩定的速度於第五左右的位置追走，通過第四彎道後開始逐步加速。進入直路後，其因此次提早發力下經已處於先頭，最終於直路發輝末腳實力之下成功以2馬位壓過第二的里見飛躍奪得冠軍。
然而完成金鯱賞後，其被安排前往滋賀縣甲賀市北部牧場信樂分場放草，同時陣營宣佈將放棄原定的大阪盃及香港遠征計劃，改爲出戰寶塚紀念。
6月28日按照計劃出戰寶塚紀念，落後大阪盃冠亞軍旺紫丁及創世駒獲得第三人氣。比賽開始後，由於賽前的天雨組成場地狀態惡化，因而農神節慶選擇以緩慢的步伐於後方追走。然而進入直路後，其受限於好至黏地的影響無法順利加速，跑出生涯最慢的後600米37.6秒速度之下以第四落敗。
秋季其原定以日本盃作爲目標，然而因左前腳出戰腫脹而避戰。其後陣營調整計劃希望以有馬紀念作爲復出，然而其情況未有好轉之下最終被安排退役。

### 詳細賽績
| 日期       | 舉辦國家 | 馬場 | 距離   | 級別 | 賽事名稱   | 負重 | 騎師   | 馬號 | 出馬 | 名次 | 時間   | 頭馬（二馬）     |
| ---------- | -------- | ---- | ------ | ---- | ---------- | ---- | ------ | ---- | ---- | ---- | ------ | ---------------- |
| 10/6/2018  | 日本     | 阪神 | 草1600 |      | 2歲新馬    | 54   | 杜滿萊 | 5    | 9    | 1    | 1:37.2 | （Deep Diver）   |
| 27/10/2018 | 日本     | 京都 | 草1800 | OP   | 萩錦標     | 55   | 杜滿萊 | 1    | 7    | 1    | 1:49.6 | （Jamil Fuerte） |
| 28/12/2018 | 日本     | 中山 | 草2000 | GI   | 希望錦標   | 55   | 杜滿萊 | 5    | 13   | 1    | 2:01.6 | （唯有讚譽）     |
| 14/4/2019  | 日本     | 中山 | 草2000 | GI   | 皋月賞     | 57   | 李慕華 | 12   | 18   | 1    | 1:58.1 | （好快手）       |
| 26/5/2019  | 日本     | 東京 | 草2400 | GI   | 東京優駿   | 57   | 連達文 | 6    | 18   | 4    | 2:23.1 | 名父巴魯         |
| 22/9/2019  | 日本     | 阪神 | 草2400 | GI   | 神戶新聞盃 | 56   | 李慕華 | 3    | 8    | 1    | 2:26.8 | （好快手）       |
| 27/10/2019 | 日本     | 東京 | 草2000 | GI   | 秋季天皇賞 | 56   | 蘇銘倫 | 10   | 16   | 6    | 1:57.1 | 杏目             |
| 22/12/2019 | 日本     | 中山 | 草2500 | GI   | 有馬紀念   | 55   | 蘇銘倫 | 10   | 16   | 2    | 2:31.3 | 雍容白荷         |
| 15/3/2020  | 日本     | 中京 | 草2000 | GII  | 金鯱賞     | 58   | 李慕華 | 6    | 12   | 1    | 2:01.6 | （里見飛躍）     |
| 28/6/2020  | 日本     | 阪神 | 草2200 | GI   | 寶塚紀念   | 58   | 李慕華 | 5    | 18   | 4    | 2:15.6 | 創世駒           |

## 退役後
退役後，農神節慶成為了配種馬，於北海道安平町社台Stallion Staion休養，在2021年進行配種，配種費爲600萬日圓。首批子嗣於2022年出生。首批子嗣可於2024年出賽。2025年3月29日，忠實擁躉在每日盃勝出，成為首匹勝出分級賽的子嗣。

### 主要子嗣

#### 分級賽優勝子嗣
2022年生
- 忠實擁躉（每日盃）
- 投擊俱佳（京都新聞盃）

## 血統簡介
父系龍王爲日本賽駒，生涯稱霸短途賽事，包括做出連霸短途馬錦標及香港短途錦標等壯舉，被稱爲日本近代最強短途馬。祖父夏威夷王亦爲日本賽駒，生涯戰績極爲優秀，僅得一戰未能獲勝，曾勝出一級賽NHK一哩賽及東京優駿（日本打吡），爲日本史上首匹贏得變則二冠的賽駒。
母系西沙里奧爲日本賽駒，生涯戰績彪炳，曾勝出優駿牝馬（日本橡樹大賽）及美國橡樹大賽。外祖父特別週爲日本賽駒，生涯戰績彪炳，曾勝出1998年東京優駿（日本打吡），於1999年稱霸春秋天皇賞並於日本盃擊退衆多外敵而被稱爲「日本總大將」。

### 血統表
| 父線：金滿寶系（淘金者系）         |                               |               |               |
| 種馬 龍王 2008年（棗色）           | 夏威夷王 2001年（棗色）       | 金滿寶        | 淘金者        |
| 種馬 龍王 2008年（棗色）           | 夏威夷王 2001年（棗色）       | 金滿寶        | Miesque       |
| 種馬 龍王 2008年（棗色）           | 夏威夷王 2001年（棗色）       | Manfath       | 最後大官      |
| 種馬 龍王 2008年（棗色）           | 夏威夷王 2001年（棗色）       | Manfath       | Pilot Bird    |
| 種馬 龍王 2008年（棗色）           | Lady Blossom 1996年（棗色）   | 雷貓          | 雷鳥          |
| 種馬 龍王 2008年（棗色）           | Lady Blossom 1996年（棗色）   | 雷貓          | Terlingua     |
| 種馬 龍王 2008年（棗色）           | Lady Blossom 1996年（棗色）   | Saratoga Dew  | Cormorant     |
| 種馬 龍王 2008年（棗色）           | Lady Blossom 1996年（棗色）   | Saratoga Dew  | Super Luna    |
| 繁殖雌馬 西沙里奧 2002年（黑色）   | 特別週 1995年（深棗色）       | 週日寧靜      | Halo          |
| 繁殖雌馬 西沙里奧 2002年（黑色）   | 特別週 1995年（深棗色）       | 週日寧靜      | Wishing Well  |
| 繁殖雌馬 西沙里奧 2002年（黑色）   | 特別週 1995年（深棗色）       | Campaign Girl | 丸善斯基      |
| 繁殖雌馬 西沙里奧 2002年（黑色）   | 特別週 1995年（深棗色）       | Campaign Girl | Lady Shiraoki |
| 繁殖雌馬 西沙里奧 2002年（黑色）   | Kirov Premiere 1990年（棗色） | 鞍匠井        | 北地舞人      |
| 繁殖雌馬 西沙里奧 2002年（黑色）   | Kirov Premiere 1990年（棗色） | 鞍匠井        | Fairy Bridge  |
| 繁殖雌馬 西沙里奧 2002年（黑色）   | Kirov Premiere 1990年（棗色） | Querida       | Habitat       |
| 繁殖雌馬 西沙里奧 2002年（黑色）   | Kirov Premiere 1990年（棗色） | Querida       | Pricipia      |
| 雌系：Plucky Liege系（號族：16-a） |                               |               |               |
| 五代內近親交配：北地舞人 5×4       |                               |               |               |

## 命名由來
名字Saturnalia（サートゥルナーリア）於拉丁語中，代表古羅馬文明的農神節，聯想自母系西沙里奧名字之由來《第十二夜》所代表的聖誕節或主顯節。

## 外部連結
- 農神節慶 netkeiba.com （页面存档备份，存于）
- 血統表 （页面存档备份，存于）